# История Южного Судана
К моменту колонизации Африки европейскими странами в Южном Судане не существовало государственных образований в современном понимании. Арабы не смогли освоить этот регион. Некоторый прогресс произошёл при османском правлении Египтом, когда в 1820—1821 годах зависимый от Порты режим Мухаммеда Али начал активную колонизацию региона.
В период существования англо-египетского Судана (1898—1955 гг.) Великобритания старалась ограничить исламское и арабское влияние на Южный Судан, введя отдельное управление соответственно Севером и Югом Судана,
В 1956 году было провозглашено создание единого суданского государства со столицей в Хартуме, а в управлении страной закрепилось доминирование политиков с Севера, пытавшихся проводить арабизацию и исламизацию Юга.
Подписание в 1972 году Аддис-абебского соглашения привело к прекращению 17-летней Первой гражданской войны (1955—1972) между арабским Севером и христианским Югом и предоставлению Югу определённого внутреннего самоуправления.
После примерно десятилетнего затишья захвативший власть в результате военного переворота 1969 года Джафар Нимейри возобновил политику исламизации, после чего вооружённый конфликт возобновила Народная армия освобождения Судана.
Переговоры между повстанцами и правительством в 2003—2004 годах формально завершили 22-летнюю вторую гражданскую войну, хотя отдельные вооружённые столкновения в ряде южных районов имели место и позже. 9 января 2005 года в Кении было подписано Найвашское соглашение, предоставившее региону автономию, а лидер Юга Джон Гаранг стал вице-президентом Судана.
С 9 по 15 января 2011 года в Южном Судане прошёл референдум по вопросу независимости от Судана. Официальные результаты референдума были объявлены 7 февраля, согласно им, за отделение Южного Судана было подано 98,83 % от общего числа признанных действительными бюллетеней. Официальное провозглашение нового государства произошло 9 июля 2011 года.
В настоящее время период независимости характеризуется политической нестабильностью, вооружёнными конфликтами, в том числе и межрелигиозными, а также признаками зарождающейся гражданской войны .

## Доколониальный период

### Римская экспедиция
Достоверных сведений о том, как развивалась территория современного Южного Судана до XVIII века, почти не существует. В течение многих столетий болота Судд и особенно их густая растительность служили непреодолимым препятствием для судоходства по Нилу. В 61 году нашей эры отряд римских легионеров, посланный императором Нероном, двинулся вверх по Белому Нилу, но не смог преодолеть болота Судд, которые обозначили предел проникновения римлян в экваториальную Африку. По тем же причинам в более поздние времена поиски истока Нила были особенно трудными; в конечном итоге для этого потребовались сухопутные экспедиции с побережья Центральной Африки, чтобы избежать необходимости путешествия через болота Судд.

### Нилотическое расселение из болот Судд
Лингвистические данные показывают, что со временем нилотские народы, такие как динка, шиллук, нуэр и ло, начали активно осваивать данную территорию. Эти народы расселялись из суддских болот, где археологические свидетельства показывают, что культура, основанная на отгонном скотоводстве, существовала с 3000 года до н.э., и, таким образом, нилотская культура в этой области сохранилась до сих пор. Археологические свидетельства существования на этой местности нилотов, включают их куполообразные дома и тукулы, показывают, что они, возможно, внесли огромный вклад в систему управления и богатство Нубии до и во время господства XXV династии в Египте.
Нилотская экспансия из Суддских болот в остальную часть Южного Судана, по-видимому, началась в XIV веке. Это совпадает с падением христианских нубийских царств Макурия и Алодия под ударами арабских мусульманских захватчиков продвигавшихся в центральный Судан. От арабов южносуданцы, возможно, получили новые породы безгорбого скота. Археолог Роланд Оливер отмечает, что этот период также свидетельствует о начале железного века у нилотов. Эти факторы могут объяснить, как носители нилотских языков распространились и стали доминировать в регионе.

### Проникновение носителей центральносуданских языков
Примерно до 1500 года обширные районы Южного Судана стали контролировать носители центральносуданских языков. До наших дней сохранилось только несколько групп разговаривающих на центральносуданских языках, таких как Маади и Мору.

### Племена шиллук
К XVI веку самой могущественным племенем среди носителей нилотского языка были шиллуки, которые распространились на восток до берегов Белого Нила под руководством легендарного вождя Ньиканга, который, как говорят, правил шиллуками с 1490 по 1517 год. Шиллуки получили контроль над западным берегом реки так далеко на север, как кости в Судане. Там они начали своё хозяйство основанное на выращивании зерновых культур и рыболовстве, с постоянными поселениями, расположенными вдоль реки. Шиллуки развили интенсивную систему земледелия, и земли шиллуков в XVII веке имели плотность населения, аналогичную плотности населения земель египетского Нила.
Одна из теорий состоит в том, что именно давление со стороны шиллуков вынудило народ фундж уйти на север, где они основали султанат Сеннар. Динка оставались в районе болот Судд, продолжая свою практику отгонного животноводства.
В то время как динка были защищены и изолированы от своих соседей, шиллуки были более вовлечены во внешние дела. Шиллуки контролировали западный берег Белого Нила, но другая сторона контролировалась султанатом Фундж, и между ними происходили регулярные конфликты. Шиллуки обладали способностью быстро совершать набеги на внешние территории султаната на боевых каноэ и контролировали воды Нила. У Фунджа была постоянная армия состоящая из бронированной кавалерии, и эта сила позволяла им господствовать на равнинах сахеля.
Традиции шиллуков рассказывают о вожде Одаке Околло, который правил около 1630 года и возглавил их в тридцатилетней войне с Сеннаром за контроль над торговыми путями Белого Нила. Шиллуки вступили в союз с султанатом Дарфур и государством Такали против Фунджа, но разгром Такали закончил войну в пользу Фунджа. В конце XVII века шиллуки и Фундж объединились против джиенгов, группы динка, которые пришли к власти в пограничной области между Фунджем и Шиллуком. Политическая структура шиллуков постепенно централизовалась под руководством верховного вождя или рета. Самым важным является рет Туго, который правил с 1690 по 1710 год и основал шиллукскую столицу Кодок. В тот же период произошёл постепенный крах султаната Фундж, в результате чего шиллуки полностью контролировали Белый Нил и его торговые пути. Военная мощь шиллуков была основана на контроле над рекой.

### Племена занде
В XVI веке, в результате племенных миграций, в регионе появились люди занде, не принадлежавшие к нилотской группе и вскоре установившие господство над Южным Суданом. Занде основали крупнейшее государство региона. Занде это третья по численности национальность в Южном Судане. Они встречаются в округах Мариди, Иба, Ямбио, Нзара, Эзон, Тамбура и Нагере в поясе тропических дождевых лесов западной экватории и Бахр-эль-Газаль. В XVIII веке сюда вторгся народ авонгара и быстро установил свою власть над занде. Власть авонгара оставалась в значительной степени неоспоримой до прихода британцев в конце XIX века.
У занде развились государства, в которых доминировали семьи аристократов из авонгара, проводившие ассимиляционистскую политику, основанную на превращении покорённых народов в подданных вождя и знати. Это было сделано с помощью системы воинской повинности, которая позволяла призывать подданных правителя в качестве солдат в полки или в качестве земледельцев, что позволяло получать излишки продовольствия, и перераспределять его для тех, кто в нём нуждался. Государства занде использовали испытание испытанием как средство оценки вины или невиновности при отправлении правосудия и закона с помощью яда, который использовался в качестве оракула. Династическая преемственность при занде представляла собой сложную систему, в которой сыновья вождей получали пограничные провинции государства, что позволяло сыновьям вождей расширять свои владения и распространять власть за пределы государства, создавая свои собственные. Эти завоевания привели бы к включению суданских банту и нилотских народов в их государства, которые были в дальнейшем ассимилированы путём принятия языка занде, эти государства ранее простирались от современных Центральноафриканской республики и Демократической Республики Конго, до современного Южного Судана.
Географические барьеры защитили южных суданцев от наступления ислама, позволив им сохранить своё социальное и культурное наследие, а также свои политические и религиозные институты. Народ динка чувствовал себя в особой безопасности в болотистых землях Судда, которые защищали их от внешнего вмешательства и позволяли им оставаться в безопасности без крупных армий. У народов шиллук, занде и бари были более регулярные конфликты с соседними государствами.

## Колонизация

### Османо-египетское завоевание при династии Мухаммеда Али
К моменту начала колонизации Африки европейцами в Южном Судане имело место господство занде, однако не существовало организованных государственных образований. Арабам и туркам-османам в силу естественных географических барьеров также не удалось подчинить себе этот регион, благодаря чему южные суданцы избежали исламизации, сумев сохранить свои этнические и культурные особенности. Некоторый успех в сфере освоения южносуданских территорий наблюдался в 1820-х и 1870-х годах со стороны Египта, но окончательная их колонизация была осуществлена уже британцами.
В 1821 году султанат Сеннар на севере пал перед армией Египта во времена правления Мухаммеда Али. Затем турецко-египетские силы начали набег на юг после укрепления своего контроля над северными территориями Дарфура, Курдуфана и Фунджистана. В 1827 году Хуршид Ахмед-паша повёл войска через земли динка, а в 1830 году возглавил экспедицию к слиянию Белого Нила и Собата. Наиболее успешными миссиями руководил адмирал Салим Кабудан, который в период с 1839 по 1842 год плавал по Белому Нилу, добравшись до современной Джубы.
Турецко-египетские войска попытались создать форты и гарнизоны в регионе, но болезни и дезертирство вынудили их быстро отступить. Хотя на Египет претендовали османские хедивы, они не могли оказывать никакой реальной власти над регионом. В 1851 году под давлением иностранных держав правительство Египта открыло регион для европейских торговцев и миссионеров.
Европейцы обнаружили большой запас слоновой кости, также они обнаружили, что местные жители мало интересовались тем, что они продавали. В результате торговцы часто прибегали к силе, захватывая слоновую кость, но даже это оказалось неэкономичным, и торговые предприятия имели мало успеха. Христианские миссионеры также основывали свои миссии в регионе вместе с католическим апостольским викариатством Центральной Африки. Миссионеры оказали незначительное влияние на регион в начале XIX века.

### Торговая империя Аль-Зубайра
Недостаток формальной власти был восполнен в 1850-х годах группой могущественных купеческих князей. На востоке Мухаммад Ахмад аль-Аккад контролировал много земель, но самым могущественным был Аз-Зубайр Рахма Мансур, который пришёл, чтобы контролировать Бахр-эль-Газаль и другие части Южного Судана. Аз-Зубайр был торговцем из Хартума, который нанял собственную частную армию и двинулся на юг.
Он создал сеть торговых фортов, известных как зарибас, по всему региону, и из этих фортов контролировал местную торговлю. Самым ценным товаром была слоновая кость. В предыдущие столетия суданские торговцы не устанавливали высоких цен на слоновую кость, но период египетского правления совпал со значительным увеличением мирового спроса, поскольку американцы и европейцы из среднего класса начали покупать пианино и бильярдные шары.
Для ведения торговли аз-Зубайру требовалась рабочая сила, и поэтому он также начал захватывать значительное количество рабов. В свою наёмную армию он также набрал из рабов. Из-за торговых споров с султанатом Дарфур аз-Зубайр начал войну против него и в 1874 году разгромил их войска и убил Ибрагима, последнего султана Дарфура.

### Экватория
Османский хедив Египта Исмаил-паша был обеспокоен растущей властью аз-Зубайра, основал провинцию Экватория и планировал колонизировать этот район. Исмаил нанял британского исследователя Сэмюэля Бейкера в 1869 году для управления этим районом, снабдил его солдатами и щедрым финансированием, но Бейкер не смог распространить турецко-египетскую власть на этот район.
Чтобы избавиться от Аз-Зубайра, Исмаил-паша отправил армию наёмников во главе с Мухаммедом аль-Булалви и пообещал ему пост губернатора Бахр-эль-Газаля, если он победит аз-Зубайра. Вместо этого аз-Зубайр разгромил захватчиков и убил аль-Булалви. Таким образом, в 1873 году Исмаил-паша согласился назначить аз-Зубайра османским губернатором.
Исмаилу по-прежнему угрожал аз-Зубайр и его независимая база. Британские газеты также были полны историй об аль-Зубайре, «короле работорговцев». В 1874 году Чарльз Джордж Гордон был назначен губернатором Экватории. В 1877 году аз-Зубайр отправился в Каир, чтобы также просить о губернаторстве Дарфура, но Исмаил посадил его под домашний арест. Гордон победил сына аз-Зубайра, положив конец контролю работорговцев над регионом. Несмотря на это, Гордону по-прежнему не удавалось установить власть над какой-либо территорией в регионе за пределами земель непосредственно вокруг его нескольких фортов.
В 1878 году Гордона сменил Эмин-паша. Восстание махдистов не распространилось на юг в немусульманские районы, но отрезало южный Судан от Египта, оставив Эмин-пашу изолированным и без ресурсов. Он был спасён спасательной экспедицией под руководством Генри Мортона Стэнли.
Экватория прекратила своё существование как египетский форпост в 1889 году. Важными поселениями в Экватории были Ладо, Гондокоро, Дуфиле и Ваделай. В период существования Англо-Египетского Судана, в состав которого входил и Южный Судан, колониальные власти стремились ограничить исламское и арабское влияние на жителей региона. С этой целью Север и Юг Судана были подчинены отдельным администрациям, а в 1922 году на передвижение между двумя регионами были введены специальные визы. Вместе с тем британцы активно распространяли среди жителей Южного Судана христианство, поскольку подавляющее большинство из них были привержены анимизму и другим традиционным верованиям.
В 1947 году надежды британцев на объединение Южного Судана с Угандой были разрушены конференцией в Джубе, целью которой было объединение северного и южного Судана.

## Гражданские войны
На регион негативно повлияли две гражданские войны, начавшиеся ещё до обретения Суданом официальной независимости, что привело к серьёзному упущению, отсутствию развитой инфраструктуры, значительным разрушениям и бегства населения. Более 2,5 миллионов человек были убиты, и более пяти миллионов стали беженцами за пределами страны, в то время как другие были внутренне перемещёнными лицами, лишившись своих домов в результате гражданских войн и связанных с войнами последствиями.
В 1955 году, за четыре месяца до обретения Суданом независимости, началась первая гражданская война, целью которой было добиться представительства в парламенте и большей региональной автономии. В течение семнадцати лет суданское правительство боролось с повстанческой армией Аняня. В 1971 году бывший лейтенант армии Судана Джозеф Лагу объединил все партизанские отряды под руководством своей организации известной как «Освободительное движения Южного Судана» (ОДЮЖ). Это был первый случай в истории войны, когда сепаратистское движение имело единую командную структуру для достижения целей отделения и образования независимого государства в Южном Судане.
Кроме того, это была первая организация, которая могла заявить, что выступает от имени всего юга и ведёт переговоры от его имени. Посредничество между Всемирным советом церквей (ВСЦ) и Всеафриканской конференцией церквей (ВКЦ) в конечном итоге привело к подписанию Аддис-Абебского соглашения в 1972 году, в результате которого был создан Автономный район Южного Судана.
После десятилетнего перемирия в Судане вновь вспыхнула гражданская война. Президент Джафар Нимейри, радикально настроенный мусульманин, пришедший к власти в результате военного переворота в 1969 году, возобновил политику исламизации страны. В уголовное законодательство Судана было изменено в соответствии с исламским шариатом, были введены такие виды наказаний, как забивание камнями, публичная порка и отсечение рук. Автономный район Южного Судана был упразднён 5 июня 1983 года, что положило конец Аддис-Абебскому соглашению. Как прямой ответ на эти действия была создана Народно-освободительная армия Судана (НОАС) под руководством Джона Гаранга, и разразилась вторая гражданская война в Судане. Несколько группировок откололись от НОАС по этническому признаку, и финансировались и вооружались Хартумом, наиболее заметной из которых была НОАС-Насир в 1991 году во главе с Риеком Мачаром.
В результате междоусобиц между повстанцами погибло больше южан, чем было убито северянами во время войны. Во время резни в Боре в 1991 году, по разным оценкам, 2000 мирных жителей были убиты НОАС-Насир и вооружёнными гражданскими лицами из числа нуэров, и ещё примерно 25 000 человек умерли от голода в последующие годы. Эта война длилась двадцать два года (до 2005 года), став самой продолжительной гражданской войной в Африке. По американским оценкам было выяснено, что на протяжении войны, от рук правительственных войск погибло более 2 миллионов мирных жителей. В результате периодических засух, голода, нехватки топлива, расширяющегося вооружённого противостояния, нарушений прав человека более 4 миллионов южан были вынуждены покинуть свои дома и бежать в соседние страны: Эфиопию, Кению, Уганду, ЦАР, Египет. Многолетняя война привела к гуманитарной катастрофе.
Переговоры между повстанцами и правительством в 2003—2004 формально завершили 22-летнюю вторую гражданскую войну, хотя отдельные вооружённые столкновения в ряде южных районов имели место и позже. 9 января 2005 года в Кении было подписано Найвашское соглашение при посредничестве Межправительственного органа по вопросам развития, а также МОВР-Партнёры, консорциума стран-доноров, соглашение предоставили региону автономию, а лидер Юга Джон Гаранг стал вице-президентом Судана. Южный Судан получил право после 6 лет автономии провести референдум о своей независимости. Доходы от добычи нефти в этот период должны были, по соглашению, делиться поровну между центральным правительством и руководством южной автономии. Это несколько разрядило напряжённую обстановку. Однако 30 июля 2005 Гаранг погиб в результате крушения вертолёта, и обстановка вновь стала накаляться. Для урегулирования конфликта в сентябре 2007 года Южный Судан посетил Генеральный Секретарь ООН Пан Ги Мун. Международное сообщество ввело в зону конфликта миротворческие и гуманитарные силы. В течение 6-летнего временного периода власти юга организовали достаточно полный и эффективный контроль своей территории действующим Правительством Южного Судана со всеми министерствами, включая вооружённые силы и органы правопорядка. По всем оценкам, способность и желание неарабского региона жить самостоятельно не вызывали сомнения. В июне 2010 года США объявили, что будут приветствовать появление нового государства в случае положительного исхода референдума. Это соглашение действовало до 2011 года, когда Южный Судан провозгласил независимость.

## Референдум 2011 года
Накануне референдума, 4 января 2011 года, президент Судана Омар аль-Башир во время визита в южносуданскую столицу Джубу пообещал признать любые итоги плебисцита, и даже выразил готовность принять участие в официальных празднованиях по случаю образования нового государства, если на референдуме южане проголосуют за независимость. Кроме того, он обещал свободу перемещения между двумя странами, предложил помочь южанам создать безопасное и стабильное государство, а также организовать равноправный союз двух государств наподобие Евросоюза, если Юг обретёт независимость.
С 9 по 15 января 2011 года в Южном Судане прошёл референдум по вопросу независимости от Судана. Кроме того, должен был пройти референдум в районах у города Абьей по вопросу вхождения в состав Южного Судана, однако он был отложен.
22 декабря 2009 парламент Судана одобрил закон, устанавливающий правила проведения референдума 2011 года. 27 мая 2010 Президент Судана Омар аль-Башир пообещал провести в намеченный срок, в январе 2011 года, референдум по самоопределению Южного Судана. В подготовке к референдуму приняли активное участие сотрудники ПРООН и других международных организаций, оказав, в том числе, финансовую помощь. Официальные результаты референдума были объявлены 7 февраля, согласно им, за отделение Южного Судана было подано 98,83 % от общего числа признанных действительными бюллетеней. Официальное провозглашение нового государства произошло 9 июля 2011 года, до этой даты Судан продолжал существовать как единое государство.
Ещё до этого, в июне 2011 г., начался пограничный конфликт в Южном Кордофане.

## Период независимости
Суверенный статус Южного Судана вступил в силу 9 июля 2011 года, после подписания декларации о провозглашении его независимым государством. Вслед за этим последовали массовое признание независимости страны, начиная с Судана, и вступление 14 июля 2011 года Республики Южный Судан в ООН в качестве его 193-го члена.
Предполагавшееся по крупному историческому региону изменение название страны наЭкваторияне принято в целях неоказания преференций для населяющих его этносов относительно этносов двух других исторических регионов (Бахр-эль-Газаль и Верхний Нил). Также не было принято и предложение о изменении названия страны на Азания, которое исторически применялось или предлагалось в разных местах Восточной и Южной Африки (в том числе применительно к государству ЮАР), а также принято для самопровозглашённого автономного государственного образования Азания в Сомали.
Летом 2011 года была введена национальная денежная единица Южносуданский фунт.
18 апреля 2012 года Южный Судан стал членом Международного валютного фонда и Всемирного банка.
Планируется строительство новой столицы Рамсель к северу от Джубы в центральной части страны в штате Озёрный в течение 6 лет с созданием столичного округа «Союз Рамсель» , а также нескольких других новых городов и коренная реконструкция некоторых существующих.
В стране, унаследовавшей от гражданских войн не менее 7-ми вооружённых групп и имеющей несколько этносов, продолжают иметь место конфликты и восстания. Также крайне напряжёнными, вплоть до вооружённых конфликтов, остаются отношения с Суданом, с которым имеются территориальные и экономические споры. В последнее время ситуация в Южном Судане настолько обострилась, что стали появляться признаки начала гражданской войны.

## Конфликт в Южном Кордофане
В мае—августе 2011 года между Республикой Южный Судан и Республикой Судан произошёл вооружённый конфликт в спорной зоне Южного Кордофана.

## Конфликт в Хеглиге
26 марта 2012 года произошли столкновения между армией Южного Судана и армией Судана. Представители армии Южного Судана заявили, что ВВС соседнего государства совершили авианалёт на город Джау и другие спорные районы. В Судане подтвердили произошедший конфликт, но не уточнили кто спровоцировал его.
10 апреля 2012 года армия Южного Судана захватила город Хеглиг, в котором находится значительная часть нефтяной инфраструктуры Судана (месторождение Хеглиг, часть Большого Хеглига). Южный Судан объяснил захват города необходимостью предотвратить нападения со стороны Судана. В ответ Судан объявил всеобщую мобилизацию и пообещал сделать всё возможное, чтобы отбить город.
Глава Народных сил обороны Уганды (УПДФ) Аронда Някайрима заявил, что страна поддержит Южный Судан, если между ним и Суданом начнётся война.
Парламент Судана принял в понедельник, 16 апреля 2012 г., заявление, в котором соседний Южный Судан назван вражеским государством.
22 апреля 2012 г. Южный Судан завершил вывод своих войск из Хеглига и раскритиковал действия Судана, который не прекращал наносить удары по жилым кварталам всё то время, что южносуданские войска находились в городе. Президент Судана Омар аль-Башир 23 апреля 2012 г. заявил в городе Хеглиг: «Мы не собираемся говорить с правительством Южного Судана, поскольку они понимают только язык автоматов и патронов».
Около 1,2 тысяч граждан Южного Судана погибли в результате военного конфликта с соседним Суданом из-за региона Хеглиг (заявление командующего южносуданской армией Камала Маруфа от 23 апреля 2012 г.).

## Попытка государственного переворота и гражданская война
16 декабря 2013 года Президент Южного Судана Салва Киир заявил о предотвращении военного переворота. По его словам, попытка насильственной смены власти, предпринятая его политическим оппонентом, не удалась, ситуация в стране и её столице — Джубе — находится под полным контролем правительства.
Политическая ситуация резко обострилась в июле 2013-го, когда президент уволил вице-президента Риека Мачара и провёл радикальные изменения в кабинете министров. После этих перестановок в руководстве страны практически не осталось представителей второго по численности племени страны — нуэр. Сам президент Киир и большинство людей из его окружения принадлежит к другому племени — динка, которое является самым многочисленным в стране.
Координатор гуманитарной помощи ООН в Южном Судане Тоби Ланцер заявил, что за время вооружённых восстаний в стране погибли тысячи человек. Ранее ООН сообщала о 500 погибших в конфликте. Более 80 тыс. человек бежали из зоны конфликта в Южном Судане ООН также сообщает, что в Южном Судане обнаружены массовые захоронения. Одна из могил в Бенту содержит 14 тел, другая, расположенная неподалёку на берегу реки, - 20 тел. Корреспондент в столице Джуба приводит слова очевидцев о том, что силы безопасности страны расстреляли более 200 человек, принадлежавших преимущественно к народности нуэр. Ещё один человек в Джубе рассказал, что боевики, принадлежавшие к этнической группе динка, представители которой составляют большинство в стране, стреляли в людей в областях, заселённых нуэрами.
Постоянный представитель Франции при ООН Жерар Аро, в настоящее время председательствующий в Совете безопасности считает, что конфликт развивается по этническому признаку и может обернуться гражданской войной. Также он заявил, что по данным ООН, с воскресенья в Южном Судане погибли сотни людей, а запасы продовольствия и медикаментов, необходимые для такого большого количества людей, быстро заканчиваются. Совет Безопасности ООН принял резолюцию об увеличении численности миротворцев в Южном Судане с семи до 12,5 тысяч для защиты мирного населения, которое укрывается от насилия на базах ООН и США.
В конце 2013 года конфликт усилился, росло количество жертв, повстанцы сохраняли контроль над городом Бор, штат Джонглий. Шли бои за город Малакаль, столицу нефтяного штата Верхний Нил и Бентиу – главный город штата Юнити.
По данным ООН на апрель 2017 года, подписанное в 2015 году мирное соглашение никогда полностью не выполнялось. В июле 2016 года из-за взаимного недоверия и подозрений Киира и Мачара борьба разгорелась с новой силой, вспышки межнационального насилия быстро распространялись по стране. В результате с 2013 по 2017 год около 1,9 млн людей стали вынужденными переселенцами в Южном Судане, а ещё около 1,6 млн — беженцами в соседних странах. В Южном Судане погибло 82 сотрудника международных гуманитарных организаций.